# Castillo de Colltort
El castillo de Colltort, del cual queda un conjunto de ruinas, se encuentra situado en la zona baja de una cresta entre la sierra del Corb y la sierra de Finestres a poca distancia del collado de Colltort, en San Feliu de Pallarols, comarca de La Garrocha.

## Historia
La primera mención que hay documentada sobre el castillo de Colltort es del año 1017, en el instrumento de dotación e institución del Obispado de Besalú, firma Ermemir, del castillo de Colltort («Ermemini ex Castro de Collo Tortuensi»), que debía ser el veguer o señor feudal del lugar. En el testamento del conde Bernardo I de Besalú (1020 o 1021) aparece mencionado nuevamente este castillo. El testador lega a su hijo y sucesor Guillermo «ipso castello quem dicunt Collotorto». En la documentación hay a menudo mencionados juntos los castillos de Finestrás y de Colltort, seguramente porque ambos castillos están situados muy próximos en la cresta de la misma cordillera. En el año 1028 en la venta del alodio de La Cot, lugar cercano a Colltort, se menciona como límite meridional el «castro que dicunt Collo Torto».
Los castillos de Finestrás y Colltort tuvieron una función importante en las relaciones entre Barcelona y Besalú. En 1054 fue firmado un convenio entre el conde Ramón Berenguer I de Barcelona y el conde Guillermo II de Besalú, por el que éste se someté al conde de Barcelona tras un intento de revuelta. Hay una serie de textos que reflejan la sumisión de la casa condal de Besalú, los miembros de la que dependían cada vez más del centro barcelonés. Se cree que el conde de Barcelona debía ser el señor eminente de las dos fortificaciones, Finestrás y Colltort, que, una vez recibidas en demostración de sumisión, las devolvió a Guillermo II quien le juró fidelidad. Durante los años siguientes continuaron los enfrentamientos entre los dos condes. Guillermo se vio obligado a empeñar varias veces el castillo de Colltort como por ejemplo el año 1057 en que el «castrum de Colltort cumm omnia sua castellania et cum tot suo edificio», es decir, castillo y su término fueron dados en garantía y con su castellanía al obispo Guillermo de Vich, después de que Guillermo de Besalú hiciera las paces con el conde Ramón Berenguer.
El 1070, cuando los nobles de Besalú juran fidelidad a su conde Guillem Bernat, éste se compromete a no negar los derechos que el conde de Besalú tenía. En el año 1184, en el testamento de Dulce de Hostoles aparece la firma de Oliver de Colltort, posiblemente el castellano. En 1210 hay un documento de venta de una masía de Guillem de Colltort, de su mujer y de sus hijos con el consentimiento de su señor, Mir d'Hostoles. Este mismo señor, dos años después repartía el castillo de Colltort; dos partes a su hija Dulce y una tercera parte a otra hija, Guillermina y el hijo de esta, Galcerán. Vemos, por tanto, que el castillo había pasado a depender de la próxima casa de Hostoles. En el año 1339, el castillo pasa a formar parte del patrimonio real. El 1342, el rey Pedro IV de Aragón, el Ceremonioso, dirigió una comunicación al veguer de Gerona para que resolviera el pleito incoado a la curia de Besalú por la marquesa de Santa Pau respecto a «duo fortalicia vocata Coltort et Ça Cot». Por lo tanto, los Santa Pau habían adquirido derechos sobre ambas fortificaciones. En el año 1698, San Iscle, como la villa de San Feliu de Pallarols y el lugar de San Miguel de Pineda (todos del mismo distrito municipal) eran de la alcaldía real de Hostoles. El castillo, sin embargo, perdió pronto su función defensiva y poco a poco se fue derrumbando, quedando actualmente solo parte de sus muros.

## Arquitectura
El castillo está compuesto de una torre de planta rectangular y de una muralla que se extiende a su alrededor, a unos 8 m de distancia, especialmente en los lados este, sur y oeste. En el lado norte está el risco. La torre tiene una anchura exterior de 6,42 m y una longitud de 9,36 m. El grosor de las paredes es de 1,06 m. Parece que a mediodía había una puerta. El muro externo del ángulo suroeste tiene una altura de 2,5 m. Las piedras del muro son escalonadas y alargadas. Tienen unas dimensiones de 18 cm de alto por 35 de largo. En los ángulos exteriores hay sillares más grandes (30 cm x 70 cm), bien escuadrados. La construcción se fundamenta en la roca o bien en unas piedras más grandes y planas. El mortero es de cal.
A 6 m a poniente de la torre, restos de un muro exterior de sillares bien tallados. A mediodía, un margen más tardío de piedra que debía hacer de muralla exterior. En algunos lugares se ha conservado hasta una altura de 3 m. Se calcula que la torre fue construida en el siglo XI y los muros que la rodean fueron construidos, o repuestos, en los siglos posteriores.